# Arisa Nakano

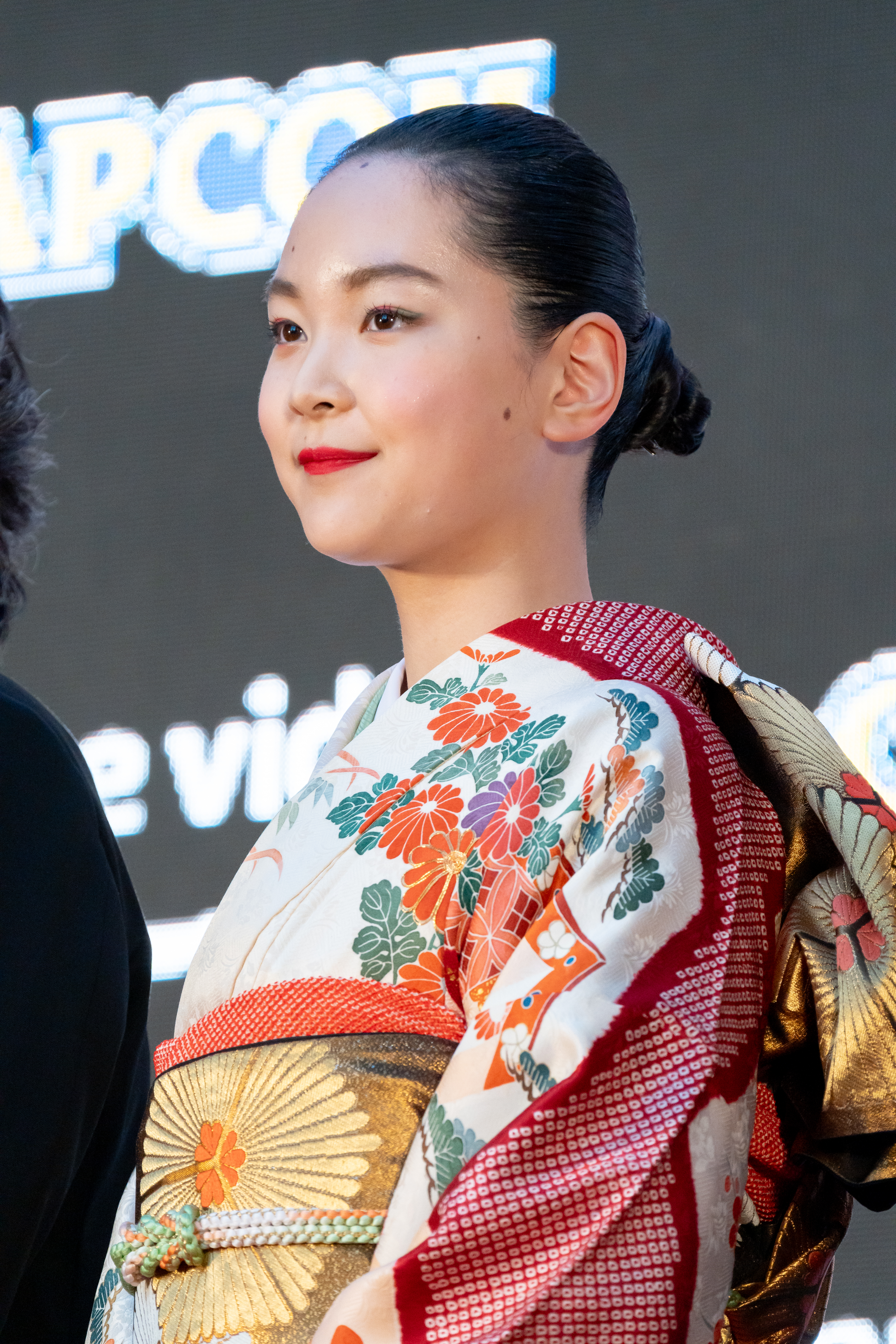
Nakano Arisa
Tokyo International Film Festival (2023)

Arisa Nakano (japanisch 中野 有紗, Nakano Arisa; * 2005 in Tokio) ist eine japanische Filmschauspielerin.

## Leben und Karriere
Arisa Nakano begann schon als Schülerin als Mannequin zu arbeiten, erstmals war sie in Werbungen der Modezeitschrift Ginza zu sehen. Bekannt wurde sie durch ihr Filmdebüt in Perfect Days, 2023 gedreht von Wim Wenders, in dem die Nichte des im Mittelpunkt stehenden Hirayamas verkörpert. Perfect Days wurde bei den Filmfestspielen von Cannes 2023 für den besten Hauptdarsteller ausgezeichnet und war bei der Oscarverleihung 2024 als bester ausländischer Film nominiert. Über ihre Darstellung in diesem Film wurde auf hereness.com geschrieben: „Many audience members were captivated by her appearance, which, though quiet, carried a strong presence.“ (Viele Zuschauer waren von ihrem zwar ruhigen, aber sehr stark präsenten Auftreten verzaubert).
2024 spielte sie in dem Film Kono Basho (この場所, Dieser Ort) die Hauptrolle der Malerin Reina, die bei der Beerdigung ihres Vaters mit ihrer philippinischen Halbschwester zusammentrifft. Der Film erzählt die Geschichte von Familie, Verlust und Widerstandskraft sowie von der philippinischen Diaspora nach der Tsunami in Rikuzentakata im März 2011. Im selben Jahr übernahm sie in dem Webmovie Mada Yume wo Mite Itai (まだ 夢 を 見て い た い, Ich möchte noch Träume haben) die Rolle einer Studentin, die als Mangaka Karriere machen möchte.
Arisa Nakano erhielt beim Osaka Cinema Festival 2024 den Preis der besten Nachwuchs-Schauspielerin (新人女優賞, Shinjin joyū-shō). In einem Interview gab sie an, dass sie sich in Zukunft auch im Schreiben und Zeichnen versuchen wolle. Sie machte 2024 ihren Schulabschluss.
Sie brachte 2024 auch eine Schallplatte mit dem Titel Blauer Fisch (青い魚, aoi  sakana) heraus.

## Filmografie
- 2023: Perfect Days (Nebenrolle als Niko)
- 2024: Mada yume wo mite itai (Hauptrolle)
- 2024: Kono Basho (Hauptrolle als Reina)